# Alliance of Religions and Conservation
L'Alliance of Religions and Conservation, en français Alliance des Religions et de la Conservation (ARC) est une organisation internationale basée au Royaume-Uni dont le but est d'aider les grandes religions du monde à s'engager pour l'environnement. Elle est fondée par le prince Philip en 1995, alors président de WWF.

## Histoire
Après de premières rencontres sur l'environnement à l'occasion de la rencontre d'Assise de 1986, l'association est fondée en 1995 au château de Windsor.
En 2007, elle rejoint le Programme des Nations unies pour le développement (PNUD) pour créer des synergies de travail avec les grandes organisations religieuses mondiales et la lutte contre le réchauffement climatique,.
En novembre 2009, de nombreuses religions travaillant avec l'ARC ont présenté des engagements à la conférence entre l'ARC et le PNUD au château de Windsor, où était présent le Secrétaire général des Nations unies Ban Ki-Moon. Plus de 30 engagements sont pris au total.
À cette occasion, Olav Kjørven, secrétaire général-adjoint du PNUD, déclare que ce rassemblement des religions pour la planète est « potentiellement le plus grand mouvement de la société civile sur la question du changements climatiques de l'histoire » et « la plus grande mobilisation des personnes et des communautés que nous ayons jamais vu sur cette question ».
En septembre 2012, avec l'appui et la coordination de l'ARC, 27 groupes religieux de l'Afrique subsaharienne présentent leurs engagements pour une Planète Vivante à une conférence organisée par l'ARC à Nairobi, au Kenya.
Martin Palmer est le secrétaire général de l'Alliance des Religions et de la Conservation.